# Fiammineda
Fiammineda è un borgo disabitato nel comune di Lizzano in Belvedere in provincia di Bologna.

## Storia
Il borgo risale almeno al XVII secolo come sta a dimostrare un architrave di una finestra che riporta la data del 1644 accompagnata da una croce di malta dentro un cerchio. Tra gli anni '60 e '70 del XX secolo il borgo è diventato totalmente disabitato. Negli anni '90 solo una casa è stata interamente ristrutturata pur se priva, come in tutto il borgo, di una rete di servizi come quelli igienici, elettrici, gas, acqua e telefono. Nel borgo è presente solo una fontanella con annesso lavatoio.

## Posizione geografica
Il piccolo borgo è posto sul versante sud ovest del Monte Pizzo, in prossimità del piccolo vallone creato del Fosso Fiammineda che divide il precedente monte dal Monte Grande. Il villaggio è ad una quota di 800 m s.l.m. e dista circa 1 km dalla frazione di Pianaccio al quale è collegato tramite un'antica mulattiera, oggi sentiero CAI 151 della Rete Escursionistica Emilia-Romagna classificato dal Geoportale Emilia-Romagna come "via Fiammineda". A parte questo sentiero che oltre il borgo prosegue in direzione nord verso la località Bocca delle Tese, e il sentiero CAI 135 che conduce a Lizzano in Belvedere, non vi sono altre vie di comunicazione per raggiungere Fiammineda.